# 松井りさ
松井 りさ（まつい りさ、1997年9月13日 - ）は、日本の子役である。NEWSエンターテインメント所属。

## 出演

### テレビ
- 秘密のケンミンSHOW（読売テレビ）
- THE・サンデー（日本テレビ） - 再現
- 行列のできる法律相談所（日本テレビ） - 姉 役
- 日本人のマナー大正解SP（TBS） - 再現
- スーパーJチャンネル（テレビ朝日） - 再現
- 出没!アド街ック天国（テレビ東京）
- よゐこのKIDSぱらだいす!（キッズステーション） - 2009年度まで出演

### テレビドラマ
- モンスターペアレント（関西テレビ）
- 土曜ワイド劇場 100の資格を持つ女〜ふたりのバツイチ殺人捜査〜（朝日放送） - 水島みゆき（幼少） 役
- 太陽クラブ（テレビ東京） - ダンサー
- Lドラ サギ師リリ子（テレビ東京） - 里村葉子 役
- 家族の法則 - 友人 役

### 映画
- クローズド・ノート
- 十年愛 - 小学生時代の麻里 役

### CM
- タカラトミー「きらりん☆ミルフィーカードSTAR フォーチュンプレミアム」
- バンダイ「おでかけわんこ」
- 日糧製パン「絹艶」 - 娘 役

### 舞台
- エルガー&アリス - キャリス 役